# Franck Fournet
Pour les articles homonymes, voir Fournet.
Pas d'image ? Cliquez ici

a Compétitions nationales et continentales officielles uniquement.

b Matchs officiels uniquement.
Dernière mise à jour le 2 décembre 2024.
Franck Fournet, né le 26 novembre 1922 à Clermont-Ferrand (Puy-de-Dôme) et décédé dans la même ville le 3 juillet 1982, est un joueur international français de rugby à XV, qui a joué avec l'AS Montferrand au poste de demi d'ouverture. 

## Biographie
Durant sa jeunesse, Franck Fournet pratique le rugby à XV à l'Association sportive montferrandaise où il côtoie notamment le futur coureur cycliste Raphaël Géminiani.
Franck Fournet dispute son unique test match avec l'équipe de France le 25 mars 1950 contre l'équipe du pays de Galles.

## Statistiques en équipe nationale
- Sélections en équipe nationale : 1 en 1950
- Tournoi des Cinq Nations disputé : 1950

## Palmarès
- Finaliste de la Coupe de France en 1945 et 1947 avec l'AS Montferrand.